# Glenognatha spherella
Glenognatha spherella är en spindelart som beskrevs av Chamberlin och Ivie 1936. Glenognatha spherella ingår i släktet Glenognatha och familjen käkspindlar. Inga underarter finns listade i Catalogue of Life.